# Plecopterodes synethes
Plecopterodes synethes är en fjärilsart som beskrevs av George Francis Hampson 1913. Plecopterodes synethes ingår i släktet Plecopterodes och familjen nattflyn. Inga underarter finns listade i Catalogue of Life.